# Svensk Kärnbränslehantering
Svensk Kärnbränslehantering Aktiebolag (SKB) är ett av svensk kärnkraftindustri bildat bolag för att ta hand om bland annat kärnavfall och använt kärnbränsle. SKB:s huvudkontor ligger i Solna men har anläggningar i bland annat Forsmark (Slutförvaret för kortlivat radioaktivt avfall, SFR) och  i Oskarshamn (Mellanlagret Clab, Äspölaboratoriet och Kapsellaboratoriet). Även M/S Sigrid som transporterar det använda kärnbränslet ägs av SKB. M/S Sigrid ersatte M/S Sigyn 2014.

## Ägare
| Företagsnamn              | Ägarandel |
| ------------------------- | --------- |
| Vattenfall AB             | 36 %      |
| Forsmarks Kraftgrupp AB   | 30 %      |
| OKG Aktiebolag            | 22 %      |
| Sydkraft Nuclear Power AB | 12 %      |
|                           | 100 %     |
| Källa: \| Per 2023-08-14  |           |

Då svenska staten genom Vattenfall AB äger 66% av Forsmarks Kraftgrupp AB är man indirekt majoritetsägare i SKB.

## Styrelse
| Position                 | Namn               | Företag/Organisation/Fack                  |
| ------------------------ | ------------------ | ------------------------------------------ |
| Styrelseordförande       | Torbjörn Wahlborg  | Vattenfall AB                              |
| Ledamot                  | Johan Svenningsson | Sydkraft Nuclear Power AB, vice ordförande |
| Ledamot                  | Anders Bengtsson   | OKG Aktiebolag                             |
| Ledamot                  | Lars Björnkvist    | Vattenfall AB                              |
| Arbetstagarrepresentant  | Göran Axelsson     | Unionen                                    |
| Arbetstagarrepresentant  | Mikael Jonsson     | Sveriges Ingenjörer                        |
| Källa: \| Per 2023-08-14 |                    |                                            |